# ゲイル・マッケンナ
ゲイル・マッケンナ（Gail McKenna, 1969年7月29日 - ）は、イギリス・リヴァプール出身のページ・スリー・ガール、アダルトモデル、テレビ司会者。

## 経歴
1980年代後半に、ヌードモデルとして活躍したが、後に Five 等のテレビ局の番組の司会業に転じた。
現在は子供が2人おり、ロンドンに在住している。